# Distrito electoral de Adkins
Adkins (en inglés: Adkins Precinct) es un distrito electoral ubicado en el condado de Massac en el estado estadounidense de Illinois. En el Censo de 2010 tenía una población de 1337 habitantes y una densidad poblacional de 208,07 personas por km².

## Geografía
Adkins se encuentra ubicado en las coordenadas 37°10′31″N 88°44′20″O / 37.17528, -88.73889. Según la Oficina del Censo de los Estados Unidos, Adkins tiene una superficie total de 6.43 km², de la cual 6.37 km² corresponden a tierra firme y (0.85%) 0.05 km² es agua.

## Demografía
Según el censo de 2010, había 1337 personas residiendo en Adkins. La densidad de población era de 208,07 hab./km². De los 1337 habitantes, Adkins estaba compuesto por el 92.45% blancos, el 5.01% eran afroamericanos, el 0.22% eran amerindios, el 0.22% eran asiáticos, el 0% eran isleños del Pacífico, el 0.67% eran de otras razas y el 1.42% pertenecían a dos o más razas. Del total de la población el 1.94% eran hispanos o latinos de cualquier raza.